# Гессенская кухня

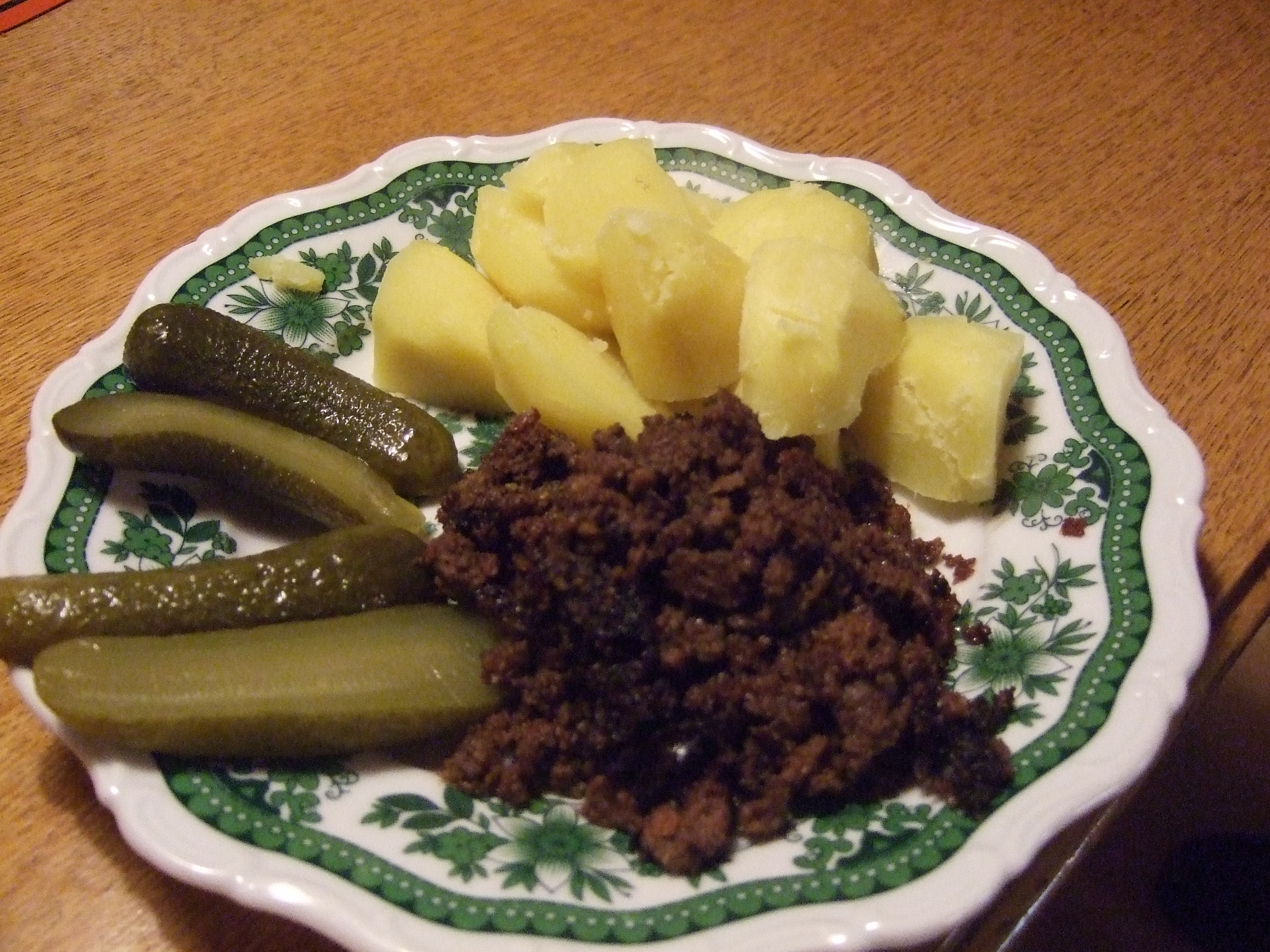
Веккеверк с картофельным пюре и маринованными огурцами

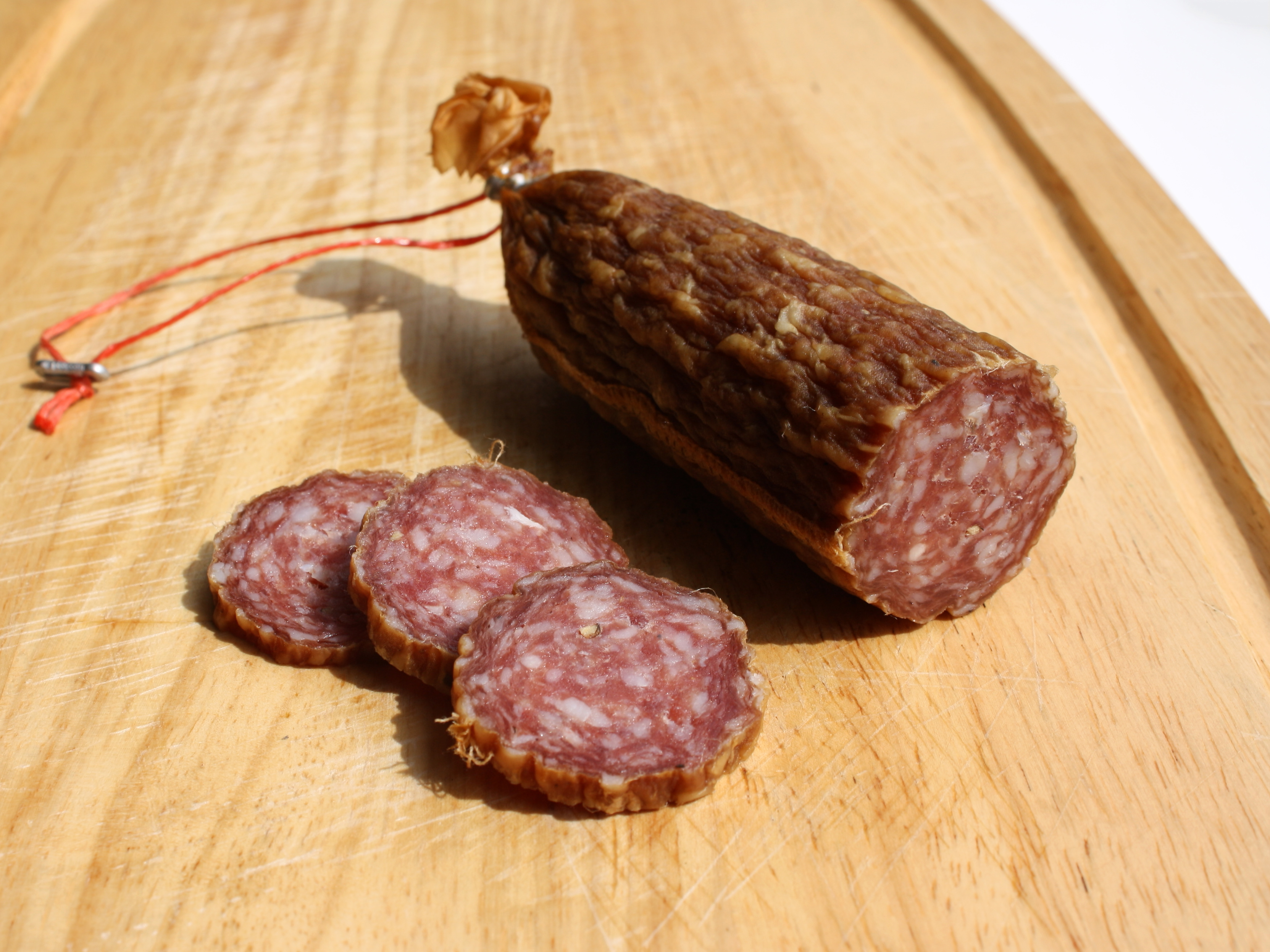
Але вурст

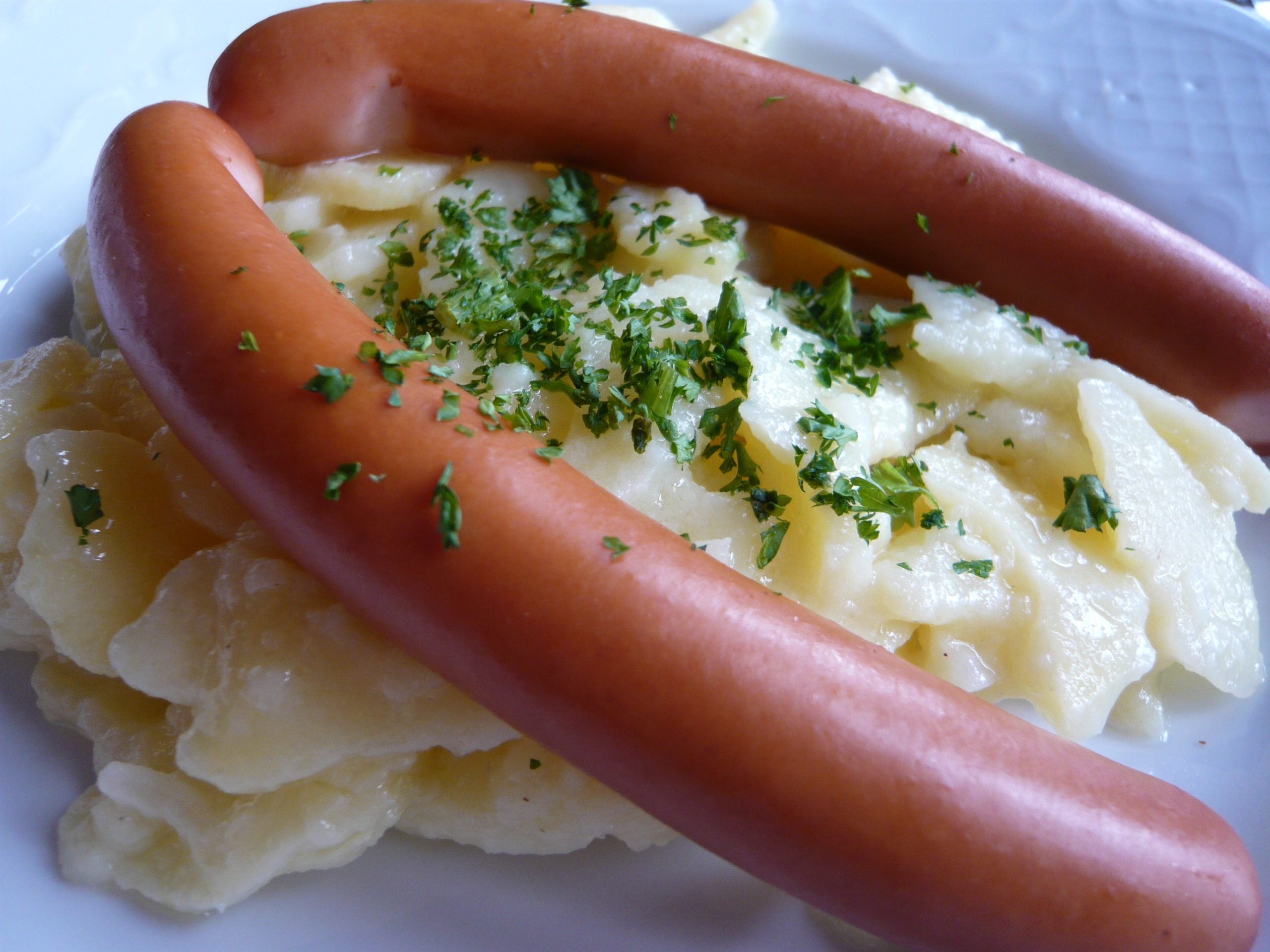
Франкфуртские сосиски с картофельным салатом

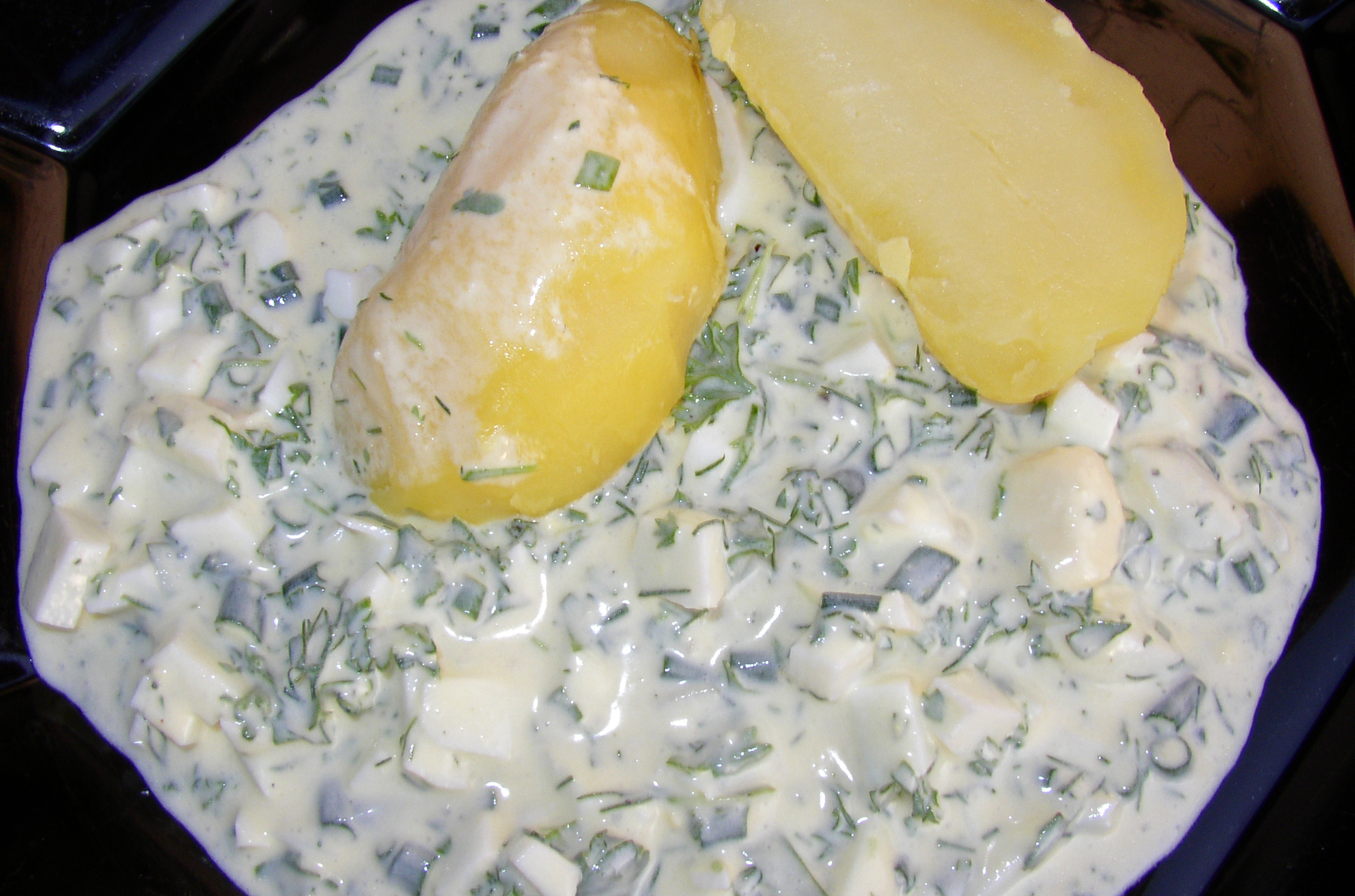
Отварной картофель под франкфуртским зелёным соусом

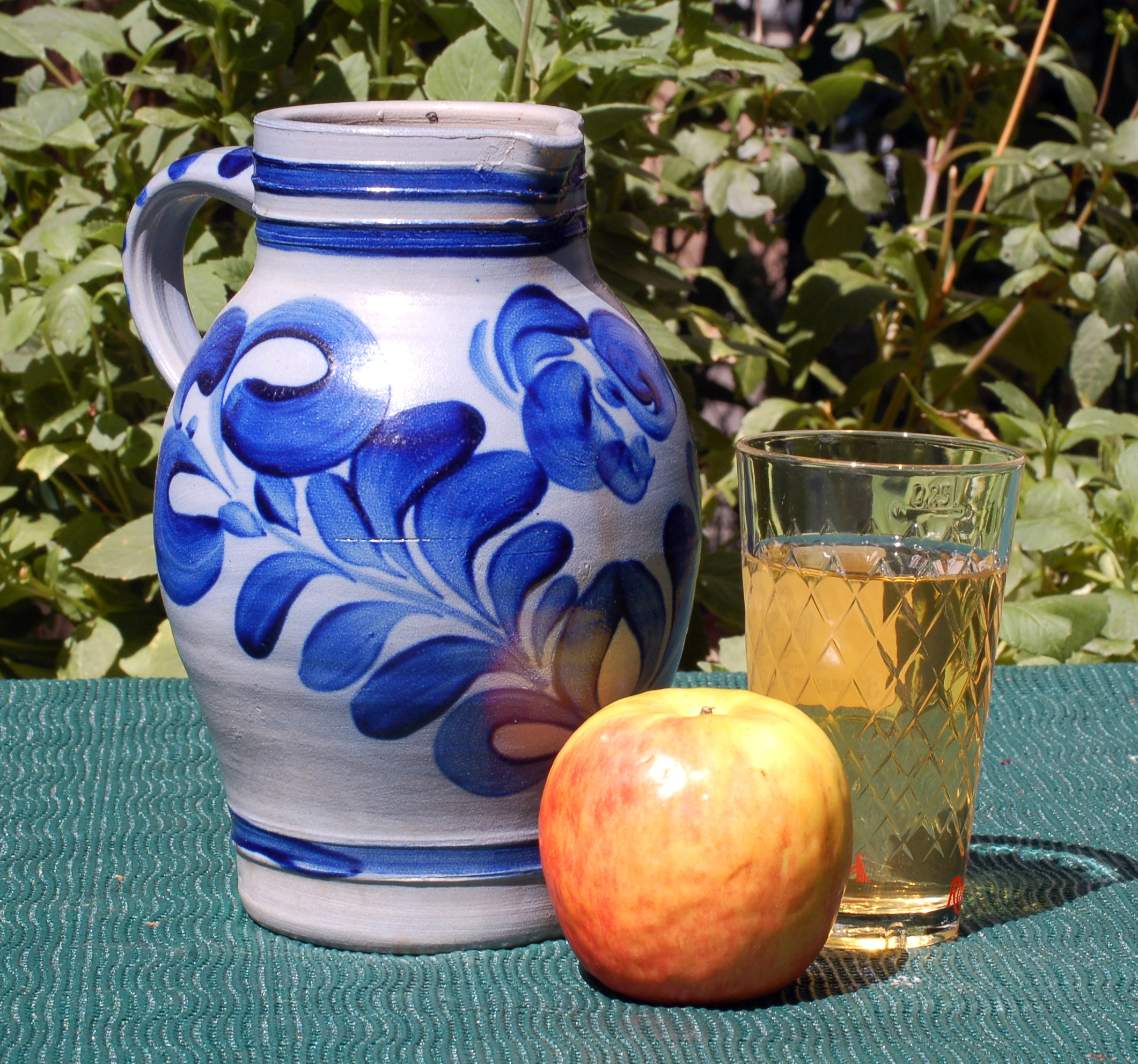
Апфельвайн в кувшине-бембеле и стакане-герипптес

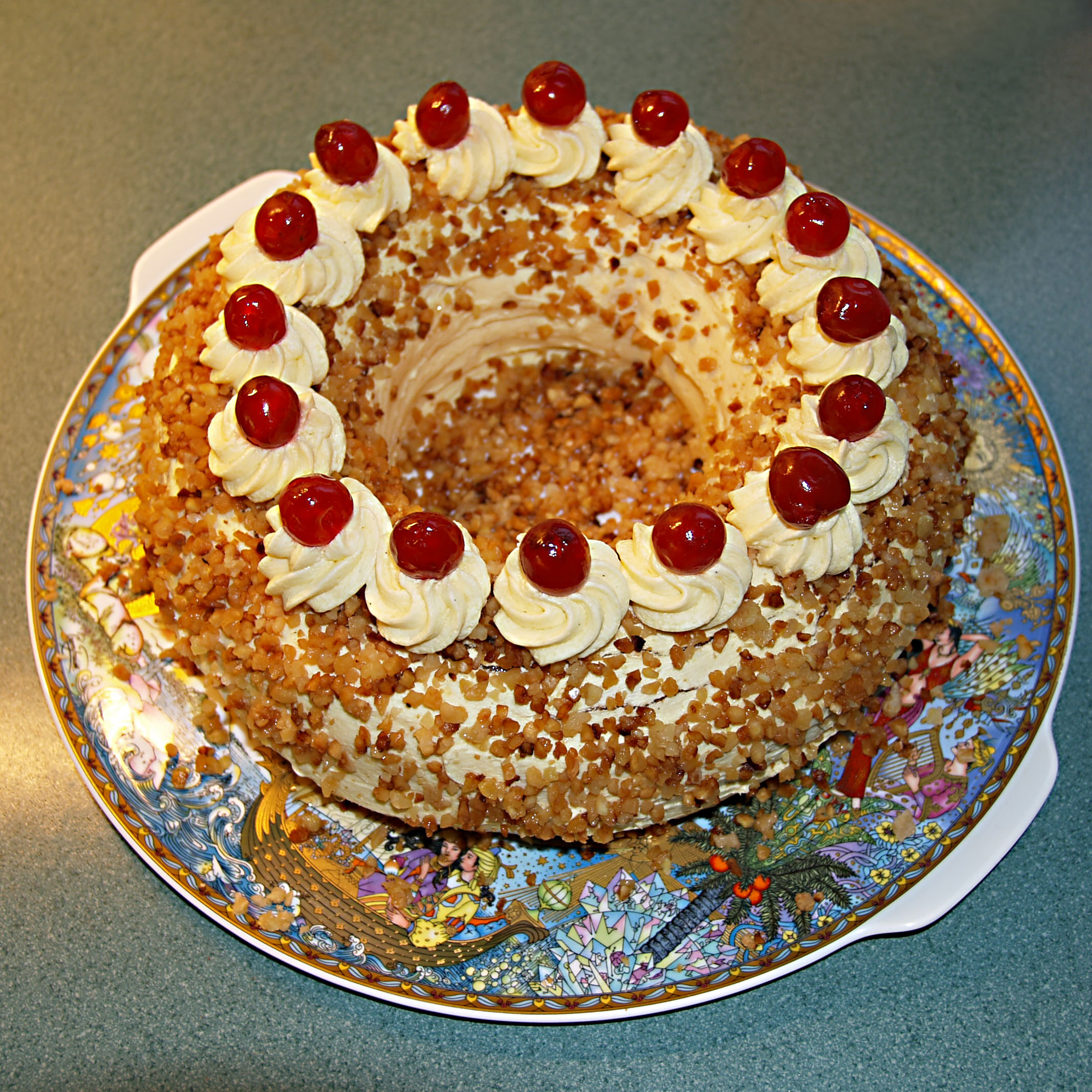
Франкфуртский венец

Гессенская кухня (нем. hessische Küche) — традиционная региональная кухня германской земли Гессен. Гастрономические традиции Гессена столь же разнообразны, как и культурно-исторические ландшафты этой богатой реками и лесами земли. Помимо сыра хандкезе, картофельной запеканки диппекухен и колбасы веккеверк гессенская кухня славится многочисленными сытными колбасными специалитетами: братвурстом, картофельной колбасой, копчёными и некопчёными кровяными колбасами и лебервурстами и колбасной классикой але вурст.
Как и на общефедеральном уровне Германии, в Гессене наблюдаются большие кулинарные различия между севером и югом. На аграрном севере Гессена с его центральным великолепным городом-резиденцией Касселем обнаруживается натуральная крестьянская кухня, которая умеет довольствоваться малым, о чём свидетельствует обилие вкуснейших картофельных блюд. Со времени своего появления в Гессене картофель принял на себя главную роль в питании гессенцев. Гессенская беднота ела картофель в мундире с дуккефеттом — смесью из растопленного сала, лука и сметаны, из картофеля же с салом готовили запеканки «диппекухен». В Эшвеге беднота готовила из капусты и фарша своеобразные голубцы на пару — «капустную головку». С сушёной сливой и изюмом готовят сливовый суп «квечезупп», а по праздникам пекли, как и в соседней Тюрингии, разнообразные листовые пироги — штрейзельные, фруктовые и обязательный шмандкухен на дрожжевом тесте с консервированной сливой, который ещё горячим покрывают слоем подслащенной жирной сметаны.
Другой важной составляющей гессенской кухни является свинина. В условиях холмистой местности крупный рогатый скот разводили меньше и забивали его в Гессене только по большим праздникам, зато свиней держали почти в каждом крестьянском хозяйстве, а сам праздник начинался с их забоя. До настоящего времени в зимнее время некоторые сельские постоялые дворы приглашают отведать «забойные» блюда из свинины и свиных субпродуктов с традиционными квашеной капустой, картофелем и свежеприготовленными колбасами и сосисками. Среди разнообразных северогессенских колбас лидируют сыровяленая але вурст и швартенмаген — зельц из свинины с прослойками жира и свиной шкуркой, приготовленный в свином желудке. Швартенмаген обычно едят с хлебом в бутербродах или сервируют с рубленым репчатым луком, растительным маслом и уксусом как своеобразное гессенское карпаччо. В Фогельсберге швартенмаген поджаривают до хрустящей корочки и сервируют как «крепкий Макс», с глазуньей. Горячие блюда гессенской кухни добротные, простые и сытные. Гессенский специалитет веккеверк вымешивают из мясного фарша со свиной шкуркой и многочисленными специями обжаривают, как шницель, в панировке до хрустящей корочки, а густой суп векзуппе готовят с хлебом на бульоне, оставшемся после варки свежеприготовленных колбас в день забоя свиньи. Але вурст, «старая колбаса», имеет в Гессене культовый статус. Колбасный фарш для але вурста готовят из лучшей свинины и сала, приправляют вымоченным в роме чесноком и другими секретными ингредиентами и оставляют сушиться завёрнутой в оболочку свиного околопочечного жира, а затем подвергают мягкому копчению на буковой щепе. Але вурст медленно вызревает на воздухе и почти теряет всю влагу. Готовая колбаса, одновременно сухая и сочная на вкус, обладает великолепным ароматом и характерной сухой консистенцией. Пускать деликатесную але вурст на банальные бутерброды со сливочным маслом считается кощунством, его режут тонкими ломтиками и сразу отправляют в рот под шнапс.
В Рейнгау жили побогаче, чем на севере Гессена. На солнечных склонах Таунуса в Рейнгау произрастают благородные сорта винограда: рислинг, мюллер-тургау и шпетбургундер. Небольшой по площади Рейнгау наряду с Мозелем является самым известным винодельческим регионом Германии за рубежом. Кухня в Рейнгау легче и изысканнее. Вино не только сопровождает рейнгауские блюда, но и является их ингредиентом. Шпетбургундером обильно сдабривают виноградарский суп «винцерзуппе» с разноцветными овощами и кроличье рагу «диппенхас» со сливой и пряником. В рислинге томят цыплёнка «войхинкельше», как в Эльзасе. Классический десерт в Рейнгау — печённые в рислинге кислые яблоки, которые идут на приготовление яблочного вина.
В южном Гессене доминирует Франкфурт-на-Майне, стоящий на пересечении важнейших торговых путей Европы. Торговый город выбрал иное направление кулинарного развития, чем остальной Гессен, и прослыл настоящим раем для гурманов. Сытная деревенская еда в крупном торговом центре не пользовалась успехом, во Франкфурте готовили из продуктов, привезённых купцами. Большую роль во франкфуртской гастрономии сыграла французская кухня: в городе готовили «французский суп» а-ля потофё, «французские паштетики» имитировали волованы «буше а-ля рен», картофельный суп варили с куропаткой. Знаменитый франкфуртский зелёный соус с семью видами свежей зелени, который подают к нежной говяжьей грудинке, отварной рыбе, яйцам с обязательным картофелем, похож на французскую винегретную заправку и по распространённой, но опровергнутой легенде был придуман матерью И. В. Гёте Катариной Элизабет Гёте. В отличие от северного Гессена, где преобладают салямиобразные колбасы, во Франкфурте предпочитают заслужившие всемирную известность тонкие слегка подкопчённые свиные сосиски, которые потребляют в горячем виде как перекус или в основном блюде, когда их сервируют попарно с хлебом, горчицей и картофельным салатом. Первое упоминание франкфуртских сосисок относится к 1562 году: ими начинили зажаренного на вертеле вола, которым потчевали гостей на пиршестве по случаю коронации императора Максимилиана II. Знаменитые франкфуртские десерты — калорийный франкфуртский венец с масляным кремом и марципановые бетменхены.
Средний Гессен и Франкфурт славятся традиционным яблочным вином «апфельвайн», который считается любимым и даже «национальным» напитком гессенцев и насчитывает пятьсот лет истории. Терпкое и кислое яблочное вино подают в многочисленных трактирах во франкфуртском районе Заксенхаузен, разливая его из больших серых с синим узором типичных кувшинов-бембелей в типичные ребристые стаканы-герипптес. По Франкфурту с 1977 года курсирует туристический трамвайчик «апфельвайн-экспресс», где в пути наливают яблочного вина. Как считается, вкус яблочного вина начинает нравиться с пятого бембеля или с седьмого стакана. Автоводители иногда рискуют и позволяют себе стаканчик яблочного вина, разбавленного водой или лимонадом. Зимой апфельвайн потребляют горячим и приправленным гвоздикой. Яблочное вино требует сытной закуски без франкфуртских изысков — брецелей, хаддекухе, маринованных яиц или рёбрышек с картофельным пюре и квашеной капустой. Великолепная закуска к яблочному вину — гессенский «ручной сыр» хандкезе в его самых разных вариантах — с тмином и без, с деревенским хлебом или «с музыкой» — замаринованным с рубленым репчатым луком в уксусе с растительным маслом. К хандкезе с музыкой по традиции подают только нож без вилки, а музыка, как говорят, начинает звучать только после того, как сыр съеден.